# Meløyfjorden
Meløyfjorden er en fjord i Meløy kommune i Nordland fylke i Norge. Fjorden ligger på sydsiden af Meløya og nord for Åmnøya, Grønnøya og Bakkan på fastlandet. Fjorden har indløb mellem Kjølsholmen i nord og Åmnøyhamna i syd og går 10 kilometer mod øst fra Bolgfjorden i vest til Glomfjorden i øst. Lige øst for Åmnøyhamna ligger Grønnøya på nordsiden af Åmnøya. Mellem disse to øer går Åmnøysundet mod syd til Skardfjorden på sydsiden af øen.
Øst for Grønnøya ligger de to bebyggelser Valla og Bakkan på fastlandet. I øst ender fjorden mellem Gjersholmen på Meløya i nord og Vassdalsvik i syd. Mellem disse to steder går der færge over fjorden, og vestover til Bolga, som ligger vest for det vestlige indløb til Meløyfjorden. 
Fylkesvej 466  går langs nordsiden af fjorden på Meløya, mens Fylkesvej 464 og  452  går langs dele af sydsiden.